# Balj ibn Bixr al-Quxayrí
Balj ibn Bixr al-Quxayrí (àrab: بلج بن بشر القشيري, Balj ibn Bixr al-Quxayrī) (mort a Còrdova, 742) fou un cabdill militar àrab i valí de l'Àndalus (742). Pertanyé a l'aristocràcia qaysita.
Va arribar al nord d'Àfrica com a lloctinent del seu oncle Kulthum ibn Iyad al-Quxayrí, general de l'exèrcit sirià enviat a sufocar la rebel·lió amaziga en aquesta part de l'imperi àrab. Pel seu orgull es va guanyar l'hostilitat dels africans (juliol/agost), sobretot dels àrabs ansarís que després de la batalla d'al-Harra (683) havien fugit en massa cap a l'oest. Després d'unificar-se l'exèrcit sirià amb l'africà prop de Tlemcen, tot formant un contingent de seixanta mil homes, ambdós cossos d'exèrcit van estar a punt d'enfrontar-se degut a l'orgull de Balj, que es va enfrontar al cap dels africans, Habib ibn Abi-Ubayda.
Els amazics es van retirar cap al riu Sebú, a l'extrem del Magrib, per tal d'esgotar les forces enemigues. Poc abans de la batalla, Kulthum ibn Iyad va destituir del comandament dels africans a Habib ibn Abi-Ubayda i va donar el seu càrrec a oficials sirians. D'aquesta manera, quan es va lliurar la batalla de Badkura o Nadbura, a la riba del Sebú, els contingents africans no van combatre adequadament i els amazics van obtenir un gran triomf (octubre/novembre del 741). La causa principal del desastre fou Balj, qui s'havia precipitat en el seu atac durant la batalla, tot quedant separat de la infanteria. Ara bé, malgrat la derrota, Balj, després de la mort en combat del seu oncle Kulthum, va aconseguir retirar-se amb 7.000 homes cap a Ceuta, on va ser assetjat pels amazics, fins que el valí de l'Àndalus Abd-al-Màlik ibn Qàtan al-Fihrí, un medinès hostil als sirians, però que el necessitava per fer front a la revolta amaziga a la península, el va fer passar a Hispània. Abans, però, el valí el va obligar a signar un document pel qual s'obligava a sortir d'al-Àndalus una vegada reprimida la revolta, deixant ostatges com a garantia de compliment de l'acord.
Les tropes rebels dels amazics a Hispània s'havien dividit en tres contingents i Balj els va atacar per separat: el primer grup fou derrotat prop de Medina-Sidonia, el segon grup prop de Còrdova i el tercer grup, el més nombrós, que estava assetjant Toledo, fou derrotat en la batalla de Wadi Salit (Guadalete), un afluent de la riba esquerra del Tajo). Aleshores Abd-al-Màlik ibn Qàtan va intentar que els sirians sortissin d'Hispània, però en intentar embarcar-los per dur-los a Ceuta, els sirians es van revoltar a Còrdova, van expulsar el valí del seu palau i van proclamar valí Balj. Aquest va manar que matessin el seu predecessor.
La seua política partidista i cruel el va enfrontar als àrabs baladís —és a dir, aquells àrabs instal·lats a l'Àndalus amb Mussa ibn Nussayr i els primers valís—, als quals va vèncer (agost del 742) en la batalla d'Aqua Portora (al nord de Còrdova). Tot i que el resultat de l'enfrontament va ser favorable als sirians, Balj va morir el mateix any a causa de les ferides sofertes a la batalla de Qúrtuba, enfront de l'exèrcit que va aixecar Abd al Rahman ibn Alkama, per la qual cosa les seues tropes van nomenar nou valí a un altre general sirià, Thalaba al-Amilí, que havia estat el seu lloctinent, i kaysita com ell.